# Jean Chrétien
Joseph Jacques Jean Chrétien, född 11 januari 1934 i Shawinigan Falls i Québec, är en kanadensisk politiker (liberal, PLC), Kanadas tjugonde premiärminister 4 november 1993–12 december 2003. Hans företrädare på posten var Kim Campbell och han efterträddes av Paul Martin. Chrétien var partiledare för Kanadas liberala parti 1990–2003.

## Karriär
Chrétien studerade juridik vid Université Laval och inledde sin karriär som advokat i Shawinigan. Han var ledamot av underhuset i Kanadas parlament 1963–1986 och 1990–2004. Han innehade åtta olika ministerposter i Lester B. Pearsons och Pierre Trudeaus regeringar mellan 1967 och 1984; han var bland annat Kanadas finansminister 1977–1979 och justitieminister 1980–1982. I John Turners kortvariga regering 1984 tjänstgjorde han som vice premiärminister och utrikesminister.
Chrétien lämnade 1986 politiken och arbetade för den privata sektorn. Han var styrelseledamot i flera företag, bland andra Toronto-Dominion Bank och The Brick. Han återvände 1990 till politiken då han valdes till partiledare efter John Turner. Han ledde liberalerna 1993 till en förkrossande seger. Progressiva konservativa partiet, som hade varit regerande parti i nio år, fick bara två mandat i det nya underhuset. Han var premiärminister i tio år och motsatte sig Irakkriget som USA 2003 inledde. Han hade redan under tiden i opposition varit motståndare till Kuwaitkriget.

## Privatliv
Jean Chrétien gifte sig 1957 med Aline Chainé. De fick två söner (Hubert och Michel) och en dotter (France). Chrétien är katolik.